# Occupation russe de Tabriz en 1911

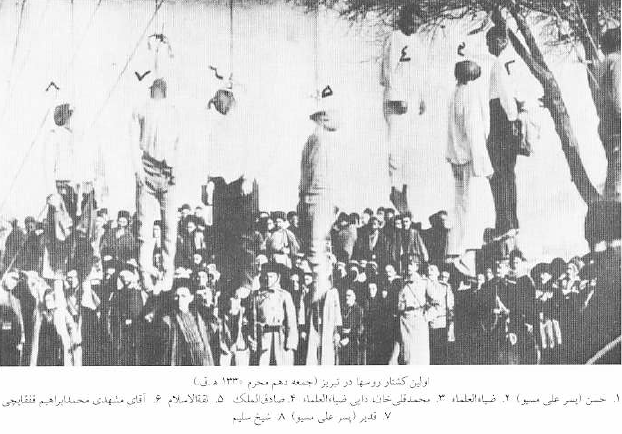
Première série d'exécutions à Tabriz, en 1911.

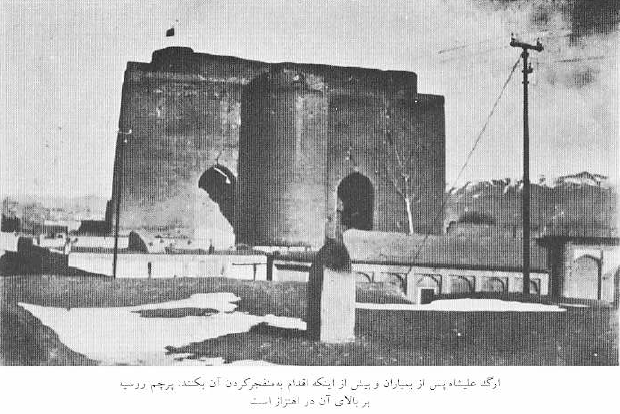
Drapeau russe flottant sur l'Arg-é Tabriz.

L’occupation russe de Tabriz en 1911 est l'attaque et l'occupation par l'empire russe de la ville de Tabriz, dans le nord-ouest de l'Iran en décembre 1911, occupation qui s'est prolongée jusque pendant la Première Guerre mondiale. Cette occupation était la riposte russe au refus du Parlement iranien d'accepter l'ultimatum russe. Cet ultimatum formulait trois grandes exigences à l'égard du gouvernement iranien, parmi lesquelles la plus importante était la destitution de l'avocat américain nouvellement engagé, Morgan Shuster. Shuster avait été affecté par le Parlement de l'Iran à l'organisation des affaires financières du pays.
Après le refus du parlement iranien de renvoyer Shuster, l'armée impériale russe commença sa campagne dans la partie nord-ouest de l'Iran. Son but était d'occuper trois grandes villes : Tabriz, Anzali, et Rasht. L'occupation la plus brutale eut lieu à Tabriz. Les combats y durèrent environ trois jours avant que la résistance de ses habitants ne fût brisée ; les Russes bombardèrent alors Tabriz avec de l'artillerie avant de commencer à envahir la ville.
Après avoir pris le contrôle complet de Tabriz, les Russes commencèrent à exécuter en masse les révolutionnaires les plus connus de la ville ainsi que certains de ses résidents ordinaires. Le nombre total d'exécutions fut d'environ 1 200 habitants de la ville. Les Russes détruisirent également une partie de l'Arg-é Tabriz en le bombardant d'abord, puis en y mettant le feu.